# Jesús López Cobos
Jesús López Cobos (ur. 25 lutego 1940 w Toro, zm. 2 marca 2018 w Berlinie) – hiszpański dyrygent.

## Życiorys
Studiował w konserwatoriach w Maladze i Madrycie, ukończył ponadto studia filozoficzne. Studia kontynuował we Włoszech u Franco Ferrary, w Konserwatorium Wiedeńskim u Hansa Swarowsky’ego i w Nowym Jorku. Zadebiutował w 1969 roku z orkiestrą Symfoników Praskich. Przez wiele lat związany był z Teatro La Fenice w Wenecji. W 1977 roku debiutował w nowojorskiej Metropolitan Opera, gdzie poprowadził przedstawienia Adriany Lecouvreur i Faworyty. W latach 1981–1990 był dyrygentem Deutsche Oper Berlin. Pełnił funkcję dyrektora artystycznego Orquesta Nacional de España (1984–1989), Cincinnati Orchestra (1986–2000) i Teatro Real w Madrycie (2003–2010). W latach 1981–1986 gościnnie dyrygował orkiestrą London Philharmonic. Od 1990 do 2000 roku był dyrygentem Orchestre de Chambre de Lausanne.
Dokonał licznych nagrań płytowych dla wytwórni Telarc Records, m.in. z dziełami Isaaca Albéniza i Manuela de Falli. 